# 3443 Leetsungdao
3443 Leetsungdao је Марсов тројански астероид са средњом удаљеношћу од Сунца која износи 2,391 астрономских јединица (АЈ).
Апсолутна магнитуда астероида је 13,3.